# Aurita González González
Aurita González González (Alba de Tormes (Salamanca), 1926 - Elda, 2003) fou una religiosa amb un fort compromís social.

## Biografia
Integrant de l'Institut de Missioneres Seculars, va defensar el compromís social de l'església i el va portar a la pràctica amb la seua vida. Després de viure un temps a Salamanca i a Andalusia (a Bailén i a la Serra del Segura), va arribar a Petrer el 1966. A diferència d'altres religioses, va escollir viure com la classe obrera i va treballar en una fàbrica de guants de golf d'Elda i després a Sant Vicent del Raspeig.
Fou enllaç sindical del sindicat vertical durant la dictadura franquista, integrant de l'HOAC i més s'afilià a USO i CCOO. També va decidir viure en un barri popular d'Elda, La Tafalera, des d'on impulsà, amb altres veïns i veïnes, l'Associació de Veïns, la primera de la província, creada el 1972. Va col·laborar amb un despatx laboralista. Va participar activament en el Moviment Assembleari de 1977, un important moviment vaguístic del calcer que afectà diverses poblacions de les comarques del Vinalopó.
Es va traslladar després al barri de San Francisco de Sales d'Elda, on formà part de les comunitats cristianes de la parròquia. Va participar en tot tipus d'activitats de solidaritat amb els pobres, la població gitana, la prevensió de la drogaddicció, Alcohòlics Rehabilitats, immigrants, saharauis, en la Plataforma del 0,7%, etc., fins que va morir el 2003.